# Deinbollia
Genre
 Deinbollia est un genre de plantes de la famille des Sapindaceae.

## Liste d'espèces
Selon Catalogue of Life (1 septembre 2017) :
- Deinbollia acuminata Exell
- Deinbollia angustifolia D.W. Thomas
- Deinbollia boinensis Capuron
- Deinbollia borbonica Scheff.
- Deinbollia calophylla Gilg & Dinkl. ex Engl.
- Deinbollia cauliflora Hauman
- Deinbollia crassipes Hauman
- Deinbollia cuneifolia Baker
- Deinbollia dasybotrys Gilg ex Radlk.
- Deinbollia evrardii Hauman
- Deinbollia fanshawei Exell
- Deinbollia fulvotomentella Baker fil.
- Deinbollia gossweileri Exell
- Deinbollia grandifolia Hook. fil.
- Deinbollia insignis Hook. fil.
- Deinbollia kilimandscharica Taub.
- Deinbollia laurentii Wildem.
- Deinbollia laurifolia Baker
- Deinbollia longiacuminata Hauman
- Deinbollia macrantha Radlk.
- Deinbollia macrocarpa Capuron
- Deinbollia macroura Gilg ex Radlk.
- Deinbollia maxima Gilg
- Deinbollia mezilii D. W. Thomas & D. J. Harris
- Deinbollia molliuscula Radlk.
- Deinbollia neglecta Radlk.
- Deinbollia nyasica Exell
- Deinbollia oblongifolia (E. Mey. ex Arn.) Radlk.
- Deinbollia oreophila Cheek
- Deinbollia pervillei Radlk.
- Deinbollia pinnata (Poir.) Schumach. & Thonn.
- Deinbollia pycnophylla Gilg ex Engl.
- Deinbollia pynaertii De Wild.
- Deinbollia rambaensis Pellegr.
- Deinbollia reticulata Gilg ex Engl.
- Deinbollia saligna Keay
- Deinbollia unijuga D.W. Thomas
- Deinbollia xanthocarpa (E. Mey.) Radlk.

Selon NCBI (1 septembre 2017) :
- Deinbollia borbonica
- Deinbollia grandifolia
- Deinbollia insignis
- Deinbollia kilimandscharica
- Deinbollia macrocarpa
- Deinbollia maxima
- Deinbollia mezilii
- Deinbollia oblongifolia
- Deinbollia pervillei
- Deinbollia pycnophylla
- Deinbollia xanthocarpa

Selon The Plant List (1 septembre 2017) :
- Deinbollia acuminata Exell
- Deinbollia angustifolia D.W.Thomas
- Deinbollia boinensis Capuron
- Deinbollia borbonica Scheff.
- Deinbollia calophylla Gilg & Dinkl. ex Radlk.
- Deinbollia cauliflora Hauman
- Deinbollia crassipes Hauman
- Deinbollia cuneifolia Baker
- Deinbollia dasybotrys Gilg ex Radlk.
- Deinbollia evrardii Hauman
- Deinbollia fanshawei Exell
- Deinbollia fulvotomentella Baker f.
- Deinbollia gossweileri Exell
- Deinbollia grandifolia Hook.f.
- Deinbollia hierniana Gilg
- Deinbollia insignis Hook.f.
- Deinbollia kilimandscharica Taub.
- Deinbollia laurentii De Wild.
- Deinbollia laurifolia Baker
- Deinbollia longiacuminata Hauman
- Deinbollia macrantha Radlk.
- Deinbollia macrocarpa Capuron
- Deinbollia macroura Gilg ex Radlk.
- Deinbollia maxima Gilg
- Deinbollia mezilii D.W.Thomas & D.J.Harris
- Deinbollia neglecta Radlk.
- Deinbollia nyasica Exell
- Deinbollia nyikensis Baker
- Deinbollia oblongifolia (E.Mey. ex Arn.) Radlk.
- Deinbollia oreophila Cheek
- Deinbollia pervillei (Blume) Radlk.
- Deinbollia pinnata (Poir.) Schumach. & Thonn.
- Deinbollia polypus Stapf
- Deinbollia pycnophylla Gilg ex Engl.
- Deinbollia pynaertii De Wild.
- Deinbollia rambaensis Pellegr.
- Deinbollia reticulata Gilg ex Engl.
- Deinbollia revoluta Radlk.
- Deinbollia saligna Keay
- Deinbollia unijuga D.W.Thomas
- Deinbollia xanthocarpa (Klotzsch) Radlk.

Selon Tropicos (1 septembre 2017) (Attention liste brute contenant possiblement des synonymes) :
- Deinbollia acuminata Exell
- Deinbollia adusta Radlk.
- Deinbollia albidokermensina Gilg ex Engl.
- Deinbollia angustifolia D. Thomas
- Deinbollia boinensis Capuron
- Deinbollia borbonica Scheff.
- Deinbollia brachybotrys Gilg
- Deinbollia calophylla Gilg ex Radlk.
- Deinbollia cauliflora Hauman
- Deinbollia crassipes Hauman
- Deinbollia cuneifolia Baker
- Deinbollia cuspidata Radlk.
- Deinbollia dasybotrys Gilg ex Radlk.
- Deinbollia elliotii Gilg
- Deinbollia evrardii Hauman
- Deinbollia fanshawei Exell
- Deinbollia fulvotomentella Baker f.
- Deinbollia giorgii De Wild.
- Deinbollia gossweileri Exell
- Deinbollia grandifolia Hook. f.
- Deinbollia hierniana Gilg
- Deinbollia indeniensis A. Chev.
- Deinbollia insignis Hook. f.
- Deinbollia kilimandscharica Taub.
- Deinbollia laurentii De Wild.
- Deinbollia laurifolia Baker
- Deinbollia leptophylla Gilg ex Radlk.
- Deinbollia longiacuminata Hauman
- Deinbollia macrantha Radlk.
- Deinbollia macrocarpa Capuron
- Deinbollia macroura Gilg ex Radlk.
- Deinbollia marginata Radlk.
- Deinbollia maxima Gilg
- Deinbollia mezilii D.W. Thomas & D.J. Harris
- Deinbollia molliuscula Radlk.
- Deinbollia neglecta Radlk.
- Deinbollia nyasica Exell
- Deinbollia nyikensis Baker
- Deinbollia oblongifolia (E. Mey.) Radlk.
- Deinbollia obovata Radlk.
- Deinbollia patentinervis Radlk.
- Deinbollia pervillei (Blume) Radlk.
- Deinbollia pinnata (Poir.) Schumach. & Thonn.
- Deinbollia polypus Stapf
- Deinbollia pycnophylla Gilg ex Engl.
- Deinbollia pynaertii De Wild.
- Deinbollia rambaensis Pellegr.
- Deinbollia ramiflora Taub.
- Deinbollia reticulata Gilg ex Engl.
- Deinbollia revoluta Radlk.
- Deinbollia saligna Keay
- Deinbollia stenobotrys Gilg
- Deinbollia unguiculata Gilg
- Deinbollia unijuga D. Thomas
- Deinbollia variabilis De Wild.
- Deinbollia voltensis Hutch. ex Burtt Davy & Hoyle
- Deinbollia xanthocarpa Radlk.